# ألفارو أرواخو كاسترو
ألفارو أرواخو كاسترو (بالإسبانية: Álvaro Araújo Castro)‏ هو اقتصادي وسياسي كولومبي، ولد في 7 نوفمبر 1967 في سانتا مارتا في كولومبيا. حزبياً، نشط في Somos Región Colombia ‏. وقد انتخب عضو مجلس الشيوخ في كولومبيا.